# Strömsbro, Östhammars kommun
Strömsbro är en by i nordvästra delen av Valö socken i Östhammars kommun, nordöstra Uppland.
Strömsbro ligger längs länsväg 290 mellan Österbybruk och Forsmark. Byn består av en del enfamiljshus samt bondgårdar.
I Strömsbro möts länsvägarna 290, C 1128 och C 1129.